# 比绍主教座堂
比绍主教座堂（葡萄牙語：Catedral de Bissau）也被称为坎德拉里亚圣母主教座堂（葡萄牙語：Sé Catedral de Nossa Senhora da Candelária），是几内亚比绍首都比绍的一座天主教主教座堂。它是罗马天主教在几内亚比绍的中心。聖堂建于1977年，是比绍教区的所在地。聖堂位于比绍市中心，以灯塔的功能而闻名。聖堂服务用葡萄牙语进行。

## 历史
聖堂最早于1935年始建，是中世纪建筑风格。现在的主教座堂修建在同一地点，取代了原来的聖堂。主教座堂的两位建筑师是约翰·西蒙斯（João Simões）和加尔哈多·齐洛（Galhardo Zilhão）。于1945年开始建造，1950年完工。后来的翻修归因于建筑师卢克尼奥·克鲁兹（Lucínio Cruz）。主教座堂举行了许多就职典礼。教宗若望保祿二世于1990年1月27日访问了这座聖堂。1998年8月9日，塞蒂米奥·费拉兹塔主教在主教座堂发表了一次重要演讲，他在演讲中谴责了该国的暴力行为，第二年，他死后葬在主教座堂裡。

## 建筑及附属设备
这座建筑离大街稍远，呈方形。其建筑风格具有“现代新浪漫主义”的特点。这座主教座堂以其灯塔的功能而闻名，其36米（118英尺）高的北塔上安装了灯光。它有一个稳定的绿灯（FL.2s，EC.7s）可操作。灯光引导船只穿过热巴河河口到达比绍港。